# De viris illustribus (Lhomond)
Pour les articles homonymes, voir De viris illustribus.
 (juin 2018).
Le De viris illustribus urbis Romæ a Romulo ad Augustum (« Des hommes illustres de la ville de Rome, de Romulus à Auguste ») ou, plus simplement, De viris illustribus, ou encore De viris est un manuel de latin à l'usage des classes de sixième (première classe du collège) rédigé en 1775 par l'abbé Lhomond (1727-1794), qui est resté en usage en France jusqu'à la fin des  années 1970.

## But de l'ouvrage
Selon la préface de l'abbé Lhomond, le De viris veut pallier le manque d'auteurs latins pour les classes de sixième. En effet, à l'époque, les auteurs sont abordés selon un programme précis : Virgile, Ovide et Cornélius Népos sont étudiés en cinquième ; Eutrope et Aurelius Victor en quatrième, Salluste et Florus en classe d'humanités (équivalent de la seconde actuelle française) et Tite-Live en rhétorique (équivalent de l'actuelle première française) — Cicéron est étudié dans toutes les classes, la sixième étant consacrée à l'apprentissage de la grammaire du latin. Lhomond  déclare innover car il déclare que les auteurs latins manquent en sixième, et que la grammaire et métaphysique des auteurs préconisés (Charles Rollin, Du Marsais et Jean Heuzet) est plutôt inefficace. 
La différenciation est néanmoins relative.
Quant aux sources, la question est ambiguë. Lhomond en cite trois en préface : Tite-Live, Florus et Valère Maxime. Il utilise aussi Cornélius Népos, étudié en cinquième. Jean-Étienne-Judith Forestier Boinvilliers, lors de la réédition de l'ouvrage en 1805 déclare que Lhomond s'est énormément inspiré de l'abrégé des Hommes illustres de Cornélius Nepos. Il s'agit en fait du De viris illustribus urbis Romae, qui appartient au Corpus Aurelianum. Sur les 86 biographies, Lhomond en reproduisit 64,.
L'abbé Lhomond entend donc fournir aux jeunes élèves des extraits de textes latins soigneusement sélectionnés pour leur simplicité de lecture. Dans ce cadre, il est appelé à retoucher ses textes : « le style peut y perdre, mais ce n'est pas de quoi il s'agit en sixième. » Mais il s'agit également d'éducation morale : Lhomond s'inscrit dans la tradition des exempla, biographies héroïques et édifiantes.
« Il faut aux enfants des faits, et des faits qui les intéressent : l'histoire romaine est une source riche et féconde où l'on peut puiser à discrétion. Tite-Live, Valère Maxime, Florus, etc., fournissent abondamment à un compilateur, et le fond des choses et la propriété des expressions. Il n'était pas difficile de se décider sur le choix des faits : l'on sent aisément que je n'ai pas dû charger ce recueil de longues descriptions de batailles ; les principales circonstances suffisaient à mon but. Des traits de valeur, de clémence, de désintéressement, de grandeur d'âme, de bienveillance, sont plus propres à piquer la curiosité des enfants et à former leurs mœurs. »
Très vite réédité, le De viris a été adopté par la IIIe République qui le place au panthéon de l'école républicaine avec la plume Sergent-Major et l'encre violette. L'ouvrage occupe une bonne place dans Le Temps des secrets, récit par Marcel Pagnol de ses premières années au lycée Thiers de Marseille. Les enseignants de la IVe République, puis de la Ve République à ses débuts, l'adoptèrent également.

## Contenu
Le De viris entreprend donc de conter l'histoire romaine de Rhéa Silvia, mère de Romulus et Rémus, jusqu'à l'empereur Auguste, en sept chapitres :
- le début de l'histoire de Rome : Romulus, Numa Pompilius, Tullus Hostilius, Ancus Marcius, Tarquin l'Ancien, Servius Tullius, Tarquin le Superbe ;
- les débuts de la République : Lucius Junius Brutus, Horatius Coclès, Caius Mucius Scaevola, la vierge Clélie, Publius Valerius Publicola, les Fabii, Aulus Postumius, Menenius Agrippa, Lucius Quinctius Cincinnatus, Coriolan, Lucius Virginius, Caius Licinius Stolon, Marcus Furius Camillus, Titus Manlius Torquatus, Publius Decius Mus, Valerius Corvinus, Spurius Posthumius, Lucius Papirius Cursor ;
- la guerre contre Pyrrhus : Publius Valerius Laevinus, Gaius Fabricius Luscinus, Manius Curius Dentatus ;
- la première guerre Punique : Appius Claudius Caudex, Caius Duilius Nepos, Aulus Atilius Calatinus, Marcus Atilius Regulus, Publius Claudius Appius Pulcher, Caius Lutatius ;
- la deuxième guerre Punique : Quintus Fabius Maximus Verrucosus, Paul Émile, Terentius Varron, Marcus Claudius Marcellus, Claudius Nero, Marcus Livius Salinator, Scipion l'Africain, Scipion l'Asiatique, Publius Cornelius Scipio Nasica, Caton l'Ancien, Titus Quinctius Flamininus, Paul Émile le Macédonien, Gaius Popilius Laenas, Scipion Émilien ;
- la première guerre civile : les Gracques, Lucius Mummius Achaicus, Quintus Metellus Macedonicus, Quintus Metellus Numidicus, Marcus Aemilius Scaurus, Publius Rutilius Rufus, Marcus Livius Drusus, Caius Marius, Sylla, Lucullus, Quintus Sertorius, Pompée ;
- la seconde guerre civile : Jules César, Caton d'Utique, Cicéron, Marcus Junius Brutus, Auguste ;
- la bataille d'Actium.

#### Édition
- Abbé Lhomond (trad. du latin par Jacques Gaillard), De Viris : Les grands hommes de Rome, Arles, Actes Sud, 1995, 403 p. (ISBN 2-7427-0574-0)

#### Étude
- Monique Bouquet (Rennes-II), Tous vos gens à latin : Le latin, langue savante, langue mondaine (XIVe – XVIIe siècles), Genève, Droz, 2005 (ISBN 2-600-00975-2), « Le De Viris Illustribus de Lhomond : un monument de Frantin », p. 203-221